# Лагерь страха
«Лагерь страха» (англ. Camp Fear) — американский низкобюджетный фантастический фильм ужасов 1991 года режиссёра Томаса Эдварда Кейта. Картина вышла сразу на видео.

## Сюжет
Четыре ученицы колледжа и профессор отправляются вместе на автомобиле в загородное местечко «Пальм Спрингс», дабы отыскать древние индейские артефакты. По направлению к месту назначения компания останавливается возле бензоколонки и выясняет у служащих как проехать к указанному месту. Здесь же девушки сталкиваются с четырьмя байкерами, которые непременно начали их лапать. Лишь благодаря вмешательству профессора девушкам удалось отделаться от мотоциклистов, после чего компания отправилась к намеченной цели, а байкеры выспросили у служащих их пункт назначения.
Приехав в «Пальм Спрингс», компания обнаруживает нетронутые человеком небольшое озеро и обильную растительность вокруг. Тут же им встретился странный индеец, который сказал им, что в этих местах обитает зло и что лучше всего, чтобы они отсюда как можно быстрее уехали. Не послушав индейца, девушки начали устанавливать палатки, а затем заниматься сексом. Немногим позже в импровизированный лагерь пожаловали байкеры, которые в качестве проводника по здешним местам взяли себе одного из работников бензоколонки. Наконец вскоре в окрестностях объявляется ещё несколько существ — лох-несское чудовище, обитающее в озере, и очень высокий друид, который решил всех собравшихся принести в жертву, дабы предотвратить наступающий в 2000 году апокалипсис.

## В ролях
- Бетси Рассел — Джейми
- Винсент Ван Паттен — профессор Гамильтон
- Пегги МакИнтаггарт — Тиффани
- Минди Майер — Меллисса
- Тини Рон Тейлор — друид
- Дэвид Хомб — Билл
- Джеймс Кратт — Эйс
- Нелс Ван Паттен — Спиди
- Шерман Аугустус — танцор
- Мишель Бауэр — девушка
- Саванна (Шэннон Уилси) — девушка
- Бак Флауэр — пьяница

## Актёрский состав
В съёмках картины приняли участие канадская модель Пегги МакИнтаггарт (под псевдонимом Пегги Сандс. Исполнила роль «Тиффани»), которая была выбрана в январе 1990 года «девушкой на развороте» (Playmate) в журнале Playboy; королева крика, модель и порноактриса Мишель Бауэр, а также порноактриса Саванна (под своим настоящим именем — Шэннон Уилси).

## Художественные особенности
Картина отличается низкобюджетностью и обильным использованием «обнажёнки».

## Интересные факты
- Один из байкеров на груди носит небольшой герб СССР.